# Fijne mosterdkorst
Fijne mosterdkorst (Lecidella flavosorediata) is een korstmossoort uit het geslacht purperschaaltje (Lecidella). Hij komt voor op bomen. Hij leeft in symbiose met een chlorococcoïde alg.

## Determinatie

### Uiterlijke kenmerken
Fijne mosterdkorst is een korstvormig korstmos. Het thallus bereikt een diameter tot 10 cm. De kleur varieert van grijswit tot geelachtig wit, zonder duidelijk prothallus. De soralen zijn geel tot okergeel en vloeien uiteindelijk samen tot een dikke korst. Apotheciën komen zelden voor en zijn zwart. 
De soort heeft de volgende kenmerkende kleurreacties: K-, C+ (oranje), KC+ (oranje), P-, UV- en soralen K-.

### Microscopische kenmerken
De asci zijn 8-sporig. De ascosporen zijn ellipsvormig, hyaliene en 10–14 x 6–8 μm groot. Pycnidiën zijn zelden aanwezig en zwart. De conidiën zijn sterk gekromd.

## Verspreiding
In Nederland is fijne mosterdkorst vrij algemeen. De meeste waarnemingen komen uit het oosten van het land.